# Corrent de Percolació d'Indonèsia
El Corrent de Percolació d'Indonèsia (CPI) (Acrònim anglès ITF, Indonesian ThroughFlow) és un sistema de corrents d'oceànics amb importància per al clima global per causa que proporciona un pas de baixa-latitud per l'aigua tèbia, no gaire salada que es pot moure de l'Oceà Pacífic a l'Oceà Índic i això serveix com la branca superior del cinturó de transportador de calor global. La topografia superficial de la superfície oceànica és més alta en l'Oceà Pacífic occidental que en l'Oceà Índic i això condueix l'aigua superior a la termoclina de l'Oceà Pacífic del Nord a través de la ruta occidental de l'Estret de Macassar a la sortida a través de l'Estret de Lombok o flueix per la ruta oriental per la Mar de Banda. Un flux més dèbil d'aigua més salada i densa de l'Oceà Pacífic Del sud passa pel Passatge Lifamatola a la Mar de Banda, on aquestes masses d'aigua són barrejades a causa dels efectes de la marea, l'Efecte Bomba d'Ekman, i el flux d'aigua calenta i dolça en la superfície oceànica. De la Mar de Banda el CPI surt pels passatges de Timor, Ombai, i Lombok.
La ubicació i topografia dels canals que permeten el CPI són mostrats en la Figura. L'Estret de Lombok és 300m profund i uns 35 km d'ample i els corrents varien entre 0.286 m/s cap a l'est a 0.67 m/s cap a l'oest i la mitjana és 0.25 m/s cap a l'oest. Els corrents en Ombai varien entre 0.12 m/s cap a l'est a 0.16 m/s cap a l'oest, fent mitjana de 0.11 m/s a l'oest i són adreçades pels 1250m de profunditat i 35 km d'amplada. El Passatge de Timor, el qual és 1890 m de profund per 160 km d'amplària, és el més ample de les rutes de sortida cap a l'Oceà Índic i condueix mitjanes de només 0.02 m/s de velocitat de fluix. De 2004 a 2006, 11 amarratges van ser desplegats a través les regions d'entrada i regions de sortida de l'ITF i van ser col·locats de forma exacta per mesurar la contribució de cada passatge, com a part del Programa "International Nusantara Stratification and Transport (INSTANT)". El fluix que travessava Makassar (11.6 Sv) i Lifamatola (1.1 Sv) sumen 12.7 Sv. El total de cabal de Percolació correspon a 15.0 Sv (variable de 10.7 a 18.7 Sv) i és format per la suma les contribucions de Lombok (2.6 Sv), Ombai (4.9 Sv) i Timor (7.5 Sv). El transport de calor de la Percolació Indonèsia és de 1.087 PW (1 PW=1015 W).
La circulació i el transport dins dels Mars indonesis varia juntament amb flux del monsó de gran escala. Durant el període juny a agost, els vents permanents del sud-est causats pel monsó de sud-oest predominen per damunt Indonèsia i produeixen un fort efecte de divergència d'Ekman (flux cap al sud-oest en l'Hemisferi sud per això incrementen l'ITF a 15 Sv) mentre que de desembre a febrer els vents cap a l'oest causats pel Monsó de Nord-oest serveixen per directament reduir l'ITF. Durant les transicions de monsó, forts vents cap a l'oest en l'Oceà Índic oriental forcen enfonsaments (fenomen contrari a la surgència) equatorials per ones Kelvin (moviment cap a l'est, flux cap a l'est) que es propaguen a través dels passatges indonesis com a Ones Kelvin atrapades per efecte de la costa i serveixen per reduir el flux d'ITF amb un mínim dins abril de 9 Sv. Una altra manera d'interpretar els fets és que l'enfonsament en la banda de l'Oceà Índic augmenta el nivell del mar i així es redueix la diferència de pressions tot reduint el flux.
A escala global les ones oceàniques com les Kelvin costaneres/equatorials i les ones Rossby condueixen a una variació interanual de l'ITF amb una amplitud d'uns +/-3 Sv. Els vents dirigits a l'oest en el Pacífic central i occidental d'El Ninyo forcen Ones Rossby movent-se cap a l'oest i corrents d'aigua movent-se cap a l'est que arriben fins Nova Guinea oriental i propaguen al voltant de la costa de l'oest com ones Kelvin costaneres ones i envien l'ITF al llarg de la costa de la Plataforma d'Austràlia occidental que serveix per reduir el Corrent de Percolació. L'Upwelling o surgència associat amb les ones Rossby en el costat de l'Oceà Pacífic redueix el gradient de pressió entre l'Oceà Pacífic i Índic i redueix l'ITF. La variabilitat interanual de dels alisis de l'Oceà Índic actuen en la mateixa manera com les ones Kelvin equatorials estacional per reduir el normal flux vers ponent del CPI .
Una característica important del corrent indonesi de percolació és que en tenir l'aigua en l'Oceà Pacífic equatorial occidental té una temperatura més alta i salinitat més baixa que l'aigua en l'Oceà Índic, el Corrent de Percolació transporta quantitats relativament grans d' aigua tèbia i poc salada a l'Oceà Índic. Quan el CPI (a través de l'Estret de Lombokt, i els Passos d'Ombai i Timor) entra a l'Oceà Índic és enviat cap a Àfrica dins del Corrent Equatorial Del sud Índic. Finalment aquestes aigües surten de l'Oceà Índic amb el Corrent d'Agulhas girant per Sud-àfrica a l'Oceà Atlàntic. Així que el CPI transporta una quantitat significativa de calor de l'Oceà Pacífic a l'Oceà Índic de sud-oest, el qual és aproximadament a 10,000 km de l'Estret de Lombok.